# Rudolf Mößbauer
Rudolf Ludwig Mößbauer (ur. 31 stycznia 1929 w Monachium, zm. 14 września 2011 w Grünwaldzie) – niemiecki fizyk, laureat Nagrody Nobla w dziedzinie fizyki (1961) za odkrycie w roku 1957 zjawiska fizycznego, polegającego na rezonansowej emisji promieniowania gamma przez jądra atomów ciała stałego; zjawisko nazwano efektem Mößbauera. Nagrodę otrzymał wspólnie z Robertem Hofstadterem.